# 潮鸣街道
潮鸣街道，中国浙江省杭州市拱墅区所辖街道。总面积1.98平方千米，总人口5.3万人。

## 辖区
潮鸣街道现辖：
- 社区(9)：所巷社区、知足弄社区、小天竺社区、刀茅巷社区、东河社区、艮园社区、东园社区、体东社区、艮山门社区。